# 長野県道411号・新潟県道412号飯山新井線
長野県道411号飯山新井線・新潟県道412号飯山新井線（ながのけんどう411ごう・にいがたけんどう412ごう いいやまあらいせん）は、長野県飯山市から新潟県妙高市に至る一般県道。

## 概要
- 起点：長野県飯山市大字常盤字北山根（下水沢交差点＝長野県道95号上越飯山線・長野県道417号信濃平停車場線交点）
- 終点：新潟県妙高市大字猿橋字初坂（国道292号交点）

長野県飯山市南部から、新潟県妙高市南部に至る県道である。
JR飯山線・信濃平駅西側から信濃平スキー場跡を経由し、黒岩山の山腹を這うように登ってゆく（通称「九十九折」と呼ばれる）。県境手前の平丸峠（810m）を越えたところには景勝地「桂池」がある。県境を越え妙高市に入ると道は下りとなり、平丸集落を経由して猿橋に至る。
また飯山市側には「腹薬の清水」、妙高市側には平安時代の武将木曾義仲が発見したといわれる「木曽清水」という、名水で知られるポイントもある。
ほとんどの区間が狭隘な単車線で、県境付近は冬季閉鎖となる。

## 通過する自治体
- 長野県
  - 飯山市
- 新潟県
  - 妙高市

## 交差・接続する道路
- 下水沢交差点（飯山市常盤＝起点）
  - 長野県道95号上越飯山線
  - 長野県道417号信濃平停車場線
- （飯山市寿付近）
  - 長野県道409号曽根藤ノ木線
- （妙高市猿橋付近＝終点）
  - 国道292号（飯山街道）

## 周辺
- 信濃平駅
- 黒岩山 (長野県)
- 信濃平スキー場 - 2001年（平成13年）閉鎖
- 飯山市長峰スポーツ公園